# Hajo Kreutzfeldt
Hajo Kreutzfeldt (* 30. September 1944 in Hamburg; eigentlich Hans-Joachim Kreutzfeldt, Künstlername Hajo) ist ein deutscher Musiker und Sänger.

## Karriere
Kreutzfeldt war von 1961 bis 1965 Gitarrist und Sänger der Rattles. Nachdem er die Band um Achim Reichel und Herbert Hildebrandt verlassen hatte, begann er mit Hilfe seiner vormaligen Rattles-Kollegen eine Solokarriere unter seinem abgekürzten Vornamen als Hajo. Er veröffentlichte mehrere Singles, von denen sich Mademoiselle Ninette, eine deutsch gesungene Coverversion des englischsprachigen Nummer-eins-Hits der Soulful Dynamics, 1970 in der deutschen Hitparade platzieren konnte. Der Hit war wie weitere Stücke aus Hajos Repertoire von Kreutzfeldts ehemaligem Rattles-Kollegen Herbert Hildebrandt mitverfasst worden. Neben Hildebrandt komponierte später auch der Hamburger Musiker Manfred Oberdörffer Stücke für Hajo. Seine beiden 1972 auf Singles erschienenen Titel Jo-Jo und Das schöne Mädchen ist allein schrieb Ralph Siegel.

## Nachweise
1. ↑  Chartquellen: DE
2. ↑  Promotion-Information der Plattenfirma zur Single "Mademoiselle Ninette" / "Viva Mexico" (FONTANA 6004 002) (05/1970)
3. ↑  Hajo - Mademoiselle Ninette bei hitparade.ch
4. ↑  https://www.discogs.com/release/5918893-Hajo-Annabella
5. ↑  https://www.discogs.com/release/6508143-Hajo-Das-Sch%C3%B6ne-M%C3%A4dchen-Ist-Allein

| Personendaten    | Personendaten                                                    |
| ---------------- | ---------------------------------------------------------------- |
| NAME             | Kreutzfeldt, Hajo                                                |
| ALTERNATIVNAMEN  | Kreutzfeldt, Hans-Joachim (wirklicher Name); Hajo (Künstlername) |
| KURZBESCHREIBUNG | deutscher Popsänger und Gitarrist                                |
| GEBURTSDATUM     | 1944                                                             |
| GEBURTSORT       | Hamburg                                                          |